# Josa
Josa es una localidad y municipio de España, en la provincia de Teruel, Comunidad Autónoma de Aragón, de la comarca Cuencas Mineras. Tiene un área de 28,05 km², su población es de 35 habitantes (INE 2024) y tiene una densidad de 1,18 hab/km².
Se halla en la carretera TE-V-1145, a 8 km de Cortes de Aragón, población por la cual pasa la A-222 Zaragoza-Teruel, y en la ruta obligatoria para dirigirse a los pueblos de Alcaine y Obón, pertenecientes estos al parque cultural del Río Martín.
El casco urbano se encuentra a 772 m de altitud, siendo el punto más elevado de sus montañas de 1023 m.
Su término es atravesado por las escasas aguas de los ríos Sus y Radón, afluentes del Río Seco y del Río Martín, respectivamente.

## Geología y paleontología
Los principales tipos de rocas que afloran en Josa son de la Era Mesozoica: Triásico, Jurásico y Cretácico.
Del Triásico encontramos margas arcillosas de tonos rojizos y verdosos con abundancia de yesos ("facies Keuper").
El Jurásico, fundamentalmente el inferior, se halla muy bien representado en buena parte del término municipal. En esta zona, el geólogo francés Deslongchamps, en el año 1863, encontró una nueva especie de braquiópodo: Plesiothyris verneuili. Los materiales observados van desde unas dolomías en la base, pasando por calizas estratificadas hasta margas. Estos materiales corresponden al Sinemuriense, Pliensbachiense y Toarciense del Lías (Jurásico inferior) y del Aaleniense y posiblemente Bajociense del Dogger (Jurásico medio). Del Jurásico superior no se tiene ninguna representación. En estos terrenos hay una gran abundancia de fósiles, lo que permite una datación muy fiable.
También en 1863 el geólogo español Vilanova visitó Josa, describiendo el cefalópodo Nautilus lacerdae. Otros investigadores el Roloboceras arnaudi (Coquand), el Roloboceras hispanicum y el Megatyloceras (Sornay), y finalmente el Mecochyrus Magnus (Vía Boada).
El Cretácico inferior lo tenemos representado en la zona Nornoroeste y Sursudoeste de la localidad. De esta época son los materiales que dan el precioso relieve abrupto y recortado de un color ocre que se puede observar al acercarnos al pueblo, atravesados por el Río Sus. Se han encontrado fósiles de animales característicos que viven en ambientes de salinidad variable, como son gasterópodos y ostréidos. En las zonas más continentales se hallan restos de vertebrados, incluido un importante yacimiento de dinosaurios. Del Cretácico superior no hay vestigios.
En 1994 se descubrió en Josa un importante yacimiento barremiense conocido por el nombre de "La Cantalera" (topónimo que no corresponde a Josa sino a la vecina población de La Hoz de la Vieja). En él se han hallado restos de vertebrados fósiles correspondientes a peces óseos, ranas, tortugas, lagartos, cocodrilos, reptiles voladores, dinosaurios y mamíferos. Fue excavado por el Área de Paleontología de la Universidad de Zaragoza y, debido a su gran riqueza y diversidad, es sin duda el yacimiento de dinosaurios más importante de Teruel. Los materiales se depositaron en el Museo de Paleontología de Zaragoza.

## Flora
Josa está situada entre las sierras de Montalbán, muy ricas en vegetación, y las grandes llanuras del Bajo Aragón, con una flora muy escasa y estèpica a grandes rasgos. En las zonas de relieves suaves, con terrenos arcillosos y margosos, aún se cultiva el cereal (avena, cebada, centeno y trigo, principalmente). Las viñas y los olivares están en franca regresión, así como el almendro. La dificultat de acceso a muchos bancales y la baja producción pueden ser las causas. La vegetación que predomina en los montes es el romero, siguiéndole el tomillo, el espliego, las aliagas y otras especies de secano. En los márgenes de caminos y campos abandonados prolifera la siempreviva Helichrysum stoechas, conocida en la zona como "bocha", y la ontina. En las paredes rocosas se cría el "té de roca" y el "té de menta" (poleo-menta). En las orillas de las zonas húmedas se encuentran chopos cabeceros. Alejados del casco urbano se hallan bosques de pinos de repoblación. La huerta y los árboles frutales son casi testimoniales por la escasez de las aguas de riego. El azafrán fue en tiempos uno de los principales cultivos.

## Fauna
Un par de ganaderos aún explotan sendos rebaños de cabras y ovejas.
Existe un coto donde se puede cazar principalmente perdices, codornices, liebres, zorros, jabalíes y cabras hispánicas.

## Historia
En la Edad Media Josa perteneció a la Honor de Huesa. En 1158 el papa Adriano IV concedió al obispado de Zaragoza una serie de iglesias, entre ellas las de Huesa, y en 1212 el obispo de Zaragoza confirmó que las mencionadas parroquias continuasen perteneciendo a dicho obispado. En 1328, Alfonso IV vendió Huesa y sus aldeas a Pedro de Luna, pasando a formar parte de Sesma de la Honor de Huesa en la Comunidad de Aldeas de Daroca, comunidad de aldeas que en 1838 fue disuelta.
La parroquia, dedicada a Nuestra Señora de la Asunción, es mencionada por primera vez en 1349, a raíz de la muerte de su párroco a causa de la peste negra. En el siglo XVIII se reedificó de nuevo el templo parroquial gracias a las aportaciones económicas del obispo de Lérida, D. Gregorio Galindo Zabaldica, natural de Josa, en estilo barroco, terminada en 1732. Destacan el cimborrio y el techo de la sacristía, de influencia rococó.
Las fiestas patronales en honor de San Roque se celebran el 16 de agosto y las de Santa Lucía el 13 de diciembre.
En el siglo XV aparecen documentadas dos ermitas, la de San Jorge, de la cual sólo se conservan las ruinas en lo alto del cabezo del mismo nombre, y la de Santa Lucía, en un extremo de la población, reedificada de nuevo entre los años 1624 y 1628, y que en la actualidad requiere ser restaurada.
En el término se conservan cinco peirones dedicados: a San Roque (2), a San Antón, a San Ramón Nonato y a San Miguel Arcángel. En la década de 1970 desapareció el de Santa Bárbara.

## Demografía
Josa cuenta con una población de 35 habitantes (INE 2024).
| Gráfica de evolución demográfica de Josa entre 1842 y 2021                                                          |
| |
| Población de derecho según los censos de población del INE Población de hecho según los censos de población del INE |

## Administración y política
El sistema de organización municipal es de Concejo abierto, cuyo origen se remonta a la Edad Media.
| Período   | Alcalde                   | Partido     | Partido |
| --------- | ------------------------- | ----------- | ------- |
| 1979-1983 | José Clemente Anel Martín | UCD         |         |
| 1983-1987 |                           |             |         |
| 1987-1991 |                           |             |         |
| 1991-1995 |                           |             |         |
| 1995-1999 |                           |             |         |
| 1999-2003 |                           |             |         |
| 2003-2007 |                           |             |         |
| 2007-2011 |                           |             |         |
| 2011-2015 | Óscar López Sanmartín     | PSOE-Aragón |         |

| Partido político    | Partido político                                   | 2003   | 2007   | 2011   | 2015   |
| Partido político    | Partido político                                   | Ediles | Ediles | Ediles | Ediles |
|                     | Partido de los Socialistas de Aragón (PSOE-Aragón) | 1      | 1      | 1      | 1      |
|                     | Partido Popular de Aragón (PP)                     | —      | —      | —      | —      |
|                     | Partido Aragonés (PAR)                             | —      | —      | —      | —      |
| Total de concejales | Total de concejales                                | 1      | 1      | 1      | 1      |

## Instalaciones
El pueblo cuenta con un pabellón polideportivo y pistas al aire libre con un gimnasio para personas mayores, dos parques infantiles, una barbacoa pública y un bar.

## Museos
La población dispone de dos museos: uno de Paleontología (con un anexo en el que se han reunido elementos de la etnología local) y otro, privado, dedicado a la Moto.
El de fósiles se inició en 1977, pudiéndose exponer las piezas en adecuadas vitrinas en 1988. Pueden contemplarse más de doscientas especies distintas, sumando más de mil ejemplares: ammonites, braquiópodos, lamelibranquios, crinoideos, belemnoideos, gasterópodos y cefalópodos. También pueden admirarse minerales y rocas de la zona y de otros lugares donados por aficionados. El Museo dispone de un archivo informatizado de todo el material expuesto y, previa solicitud, puede consultarse abundante bibliografía en forma de monografías sobre la geología del terreno y de sus fósiles.
El Museo de la Moto es de un particular que ha habilitado una casa remodelada para exponer sus motocicletas. Fue inaugurado el 15 de agosto de 2012. La revista VerdeTeruel publicó sobre el mismo un magnífico reportaje en su número 43, páginas 44-50.

## Arquitectura popular
De la arquitectura popular se conserva el antiguo horno de pan (el local fue remodelado en 2017), el lavadero público y dos molinos harineros (ambos en ruinas). Además, en el margen derecho del Río Sus, doce bodegas excavadas en la montaña, y una nevera. Desgraciadamente las eras, corrales y pajares también se encuentran en estado ruinoso, tanto los cercanos al núcleo urbano como los diseminados por los montes (estos últimos en número de 91), y 6 mases aislados. Llama la atención los muros de piedra seca que se construyeron para aprovechar el terreno para labores agrícolas y que algunos aún están en un aceptable estado de conservación.

## Asociación Cultural
Desde el año 2008 el municipio cuenta con la "Asociación Cultural Amigos de Josa", que intenta promover, impulsar y promocionar el desarrollo cultural, histórico y medioambiental del pueblo, así como fomentar la participación de la comunidad. Edita una revista anual.